# Roland Garros 2021
De 120e editie van het Franse grandslamtoernooi Roland Garros 2021 werd gehouden van zondag 30 mei tot en met zondag 13 juni 2021. Voor de vrouwen was het de 114e editie. Het toernooi werd gespeeld in het Roland-Garrosstadion in het 16e arrondissement van Parijs.

## Samenvatting
- Bij het mannenenkelspel was de Spanjaard Rafael Nadal titelverdediger. Novak Đoković uit Servië won het toernooi.
- De Poolse Iga Świątek was titelverdedigster bij het vrouwenenkelspel. De titel ging dit jaar naar Barbora Krejčíková uit Tsjechië.
- Het vrouwendubbelspel werd in 2020 gewonnen door de Hongaarse Tímea Babos en de Française Kristina Mladenovic. Barbora Krejčíková en Kateřina Siniaková uit Tsjechië bevochten hun tweede zege op het Parijse gravel.
- Bij de mannen waren de Duitsers Kevin Krawietz en Andreas Mies titelhouders. De Fransen Pierre-Hugues Herbert en Nicolas Mahut wonnen het toernooi.
- Vanwege de coronapandemie werd in 2020 geen gemengd dubbelspel georganiseerd. In 2019 wonnen Latisha Chan en Ivan Dodig. In 2021 gingen Desirae Krawczyk (VS) en Joe Salisbury (VK) met de titel naar huis.
- De Nederlandse Diede de Groot won het enkelspel bij de rolstoelvrouwen – samen met landgenote Aniek van Koot won zij ook de titel in het dubbelspel.
- Bij de rolstoelmannen wist de Brit Alfie Hewett zijn titel te prolongeren zowel in het enkelspel als, samen met landgenoot Gordon Reid, ook in het dubbelspel.
- Tijdens de 2021-editie van Roland Garros werden voor het eerst avondsessies geïntroduceerd. Van de eerste maandag tot en met de tweede woensdag van het toernooi werd elke avond een wedstrijd geprogrammeerd op de hoofdbaan Court Philippe-Chatrier.
- Het toernooi trok 99.880 toeschouwers.  Een aanzienlijk lager aantal dan normaal, vanwege de beperkingen van de coronacrisis.[2]

### Toernooikalender
| Roland Garros      | mei 2021 | mei 2021 | juni 2021 | juni 2021 | juni 2021 | juni 2021 | juni 2021 | juni 2021 | juni 2021   | juni 2021    | juni 2021   | juni 2021    | juni 2021    | juni 2021 | juni 2021 |
| Roland Garros      | zon 30   | maa 31   | din 1     | woe 2     | don 3     | vrĳ 4     | zat 5     | zon 6     | maa 7       | din 8        | woe 9       | don 10       | vrĳ 11       | zat 12    | zon 13    |
| ------------------ | -------- | -------- | --------- | --------- | --------- | --------- | --------- | --------- | ----------- | ------------ | ----------- | ------------ | ------------ | --------- | --------- |
| mannenenkelspel    | 1e ronde | 1e ronde | 1e ronde  | 2e ronde  | 2e ronde  | 3e ronde  | 3e ronde  | 4e ronde  | 4e ronde    | kwartfinale  | kwartfinale |              | halve finale |           | finale    |
| vrouwenenkelspel   | 1e ronde | 1e ronde | 1e ronde  | 2e ronde  | 2e ronde  | 3e ronde  | 3e ronde  | 4e ronde  | 4e ronde    | kwartfinale  | kwartfinale | halve finale |              | finale    |           |
| mannendubbelspel   |          |          | 1e ronde  | 1e ronde  | 2e ronde  | 2e ronde  | 3e ronde  | 3e ronde  | kwartfinale | kwartfinale  |             | halve finale |              | finale    |           |
| vrouwendubbelspel  |          |          |           | 1e ronde  | 1e ronde  | 2e ronde  | 2e ronde  | 3e ronde  | 3e ronde    | kwartfinale  | kwartfinale |              | halve finale |           | finale    |
| gemengd dubbelspel |          |          |           |           |           | 1e ronde  | 1e ronde  | 2e ronde  | 2e ronde    | halve finale |             | finale       |              |           |           |

## Enkelspel
|                       |  |                             |
| Winnaar Novak Đoković |  | Winnares Barbora Krejčíková |

### Mannen
Titelverdediger was de dertienvoudig winnaar Rafael Nadal uit Spanje. De Serviër Novak Đoković won het toernooi voor de tweede keer.

### Vrouwen
Titelverdedigster was de Poolse Iga Świątek. Barbora Krejčíková uit Tsjechië won haar eerste grandslamtitel in het enkelspel.

## Dubbelspel

### Mannen
De Duitsers Kevin Krawietz en Andreas Mies waren de titelhouders – Mies kwam zijn titel niet verdedigen. Het Franse koppel Pierre-Hugues Herbert en Nicolas Mahut won het toernooi voor de tweede keer.

### Vrouwen
De Hongaarse Tímea Babos en de Française Kristina Mladenovic waren de titelhoudsters – Mladenovic kwam haar titel niet verdedigen. Het Tsjechische duo Barbora Krejčíková en Kateřina Siniaková won het toernooi voor de tweede keer.

### Gemengd
Dit toernooi-onderdeel verviel in 2020 wegens de coronapandemie. In 2019 werd het gewonnen door Latisha Chan en Ivan Dodig. In 2021 gingen Desirae Krawczyk (VS) en Joe Salisbury (VK) met de titel naar huis.

## Kwalificatietoernooi (enkelspel)
Algemene regels – Aan het hoofdtoernooi (enkelspel) doen bij de mannen en vrouwen elk 128 tennissers mee. De 104 beste mannen en 104 beste vrouwen van de wereldranglijst die zich inschrijven worden rechtstreeks toegelaten. Acht mannen en acht vrouwen krijgen van de organisatie een wildcard. Voor de overige ingeschrevenen resteren dan nog zestien plaatsen bij de mannen en zestien plaatsen bij de vrouwen in het hoofdtoernooi – deze plaatsen worden via het kwalificatietoernooi ingevuld. Aan dit kwalificatietoernooi doen nog eens 128 mannen en 128 vrouwen mee.
De kwalificatiewedstrijden vonden plaats van maandag 24 tot en met vrijdag 28 mei 2021.
De volgende deelnemers aan het kwalificatietoernooi wisten zich een plaats te veroveren in de hoofdtabel:

### Mannenenkelspel
- Carlos Alcaraz
- Jenson Brooksby
- Taro Daniel
- Bjorn Fratangelo
- Daniel Elahi Galán
- Alessandro Giannessi
- Denis Istomin
- Henri Laaksonen
- Maximilian Marterer
- Mackenzie McDonald
- Oscar Otte
- Roman Safioellin
- Carlos Taberner
- Mario Vilella Martínez
- Botic van de Zandschulp
- Bernabé Zapata Miralles

Lucky losers
- Francisco Cerúndolo
- Peter Gojowczyk

### Vrouwenenkelspel
- Lara Arruabarrena
- Hailey Baptiste
- Irina Maria Bara
- Ekaterine Gorgodze
- Anhelina Kalinina
- Ana Konjuh
- Aleksandra Krunić
- Varvara Lepchenko
- Liang En-shuo
- Greet Minnen
- María Camila Osorio Serrano
- Storm Sanders
- Anna Karolína Schmiedlová
- Stefanie Vögele
- Wang Xiyu
- Katarina Zavatska

Lucky losers
- Elisabetta Cocciaretto
- Volha Havartsova

## Junioren
Meisjesenkelspel

Finale: Linda Nosková (Tsjechië) won van Erika Andrejeva (Rusland) met 7-6, 6-3
Meisjesdubbelspel

Finale: Alexandra Eala (Filipijnen) en Oksana Selechmetjeva (Rusland) wonnen van Maria Bondarenko (Rusland) en Amarissa Tóth (Hongarije) met 6-0, 7-5
Jongensenkelspel

Finale: Luca van Assche (Frankrijk) won van Arthur Fils (Frankrijk) met 6-4, 6-2
Jongensdubbelspel

Finale: Arthur Fils (Frankrijk) en Giovanni Mpetshi Perricard (Frankrijk) wonnen van Martin Katz (België) en German Samofalov (Oekraïne) met 7-5, 6-2

## Rolstoeltennis
Rolstoelvrouwenenkelspel

Finale: Diede de Groot (Nederland) won van Yui Kamiji (Japan) met 6-4, 6-3
Rolstoelvrouwendubbelspel

Finale: Diede de Groot (Nederland) en Aniek van Koot wonnen van Yui Kamiji (Japan) en Jordanne Whiley (VK) met 6-3, 6-4
Rolstoelmannenenkelspel

Finale: Alfie Hewett (VK) won van Shingo Kunieda (Japan) met 6-3, 6-4
Rolstoelmannendubbelspel

Finale: Alfie Hewett (VK) en Gordon Reid (VK) wonnen van Stéphane Houdet (Frankrijk) en Nicolas Peifer (Frankrijk) met 6-3, 6-0
Quad-enkelspel

Finale: Dylan Alcott (Australië) won van Sam Schröder (Nederland) met 6-4, 6-2
Quad-dubbelspel

Finale: Andy Lapthorne (VK) en David Wagner (VS) wonnen van Dylan Alcott (Australië) en Sam Schröder (Nederland) met 7-6, 4-6, [10-7]

## Uitzendrechten
Roland Garros was in Nederland exclusief te zien op Eurosport. Eurosport zond Roland Garros uit via de lineaire sportkanalen Eurosport 1 en Eurosport 2 en via de online streamingdienst, de Eurosport Player.

## Speelschema van dag tot dag
Onderstaand het speelschema van de drie hoofdbanen van dag tot dag.
Alle tijden zijn lokaal MEZT (UTC+2).

### Dag 1 (zondag 30 mei)
- Reekshoofden uitgeschakeld:
  - Mannenenkelspel:  Dominic Thiem [4],  Grigor Dimitrov [16],  Hubert Hurkacz [19],  Daniel Evans [25]
  - Vrouwenenkelspel:  Angelique Kerber [26]
- Speelschema (gearchiveerd)

| Wedstrijden op de hoofdbanen                         | Wedstrijden op de hoofdbanen                         | Wedstrijden op de hoofdbanen                         | Wedstrijden op de hoofdbanen                         |
| Evenement                                            | Winnaar                                              | Verliezer                                            | Score                                                |
| Wedstrijden op Court Philippe-Chatrier (centercourt) | Wedstrijden op Court Philippe-Chatrier (centercourt) | Wedstrijden op Court Philippe-Chatrier (centercourt) | Wedstrijden op Court Philippe-Chatrier (centercourt) |
| ---------------------------------------------------- | ---------------------------------------------------- | ---------------------------------------------------- | ---------------------------------------------------- |
| Vrouwenenkelspel 1e ronde                            | Naomi Osaka [2]                                      | Patricia Maria Țig                                   | 6–4, 7–6(7–4)                                        |
| Mannenenkelspel 1e ronde                             | Pablo Andújar                                        | Dominic Thiem [4]                                    | 4–6, 5–7, 6–3, 6–4, 6–4                              |
| Vrouwenenkelspel 1e ronde                            | Viktoryja Azarenka [15]                              | Svetlana Koeznetsova                                 | 6–4, 2–6, 6–3                                        |
| Mannenenkelspel 1e ronde                             | Stéfanos Tsitsipás [5]                               | Jérémy Chardy                                        | 7–6(8–6), 6–3, 6–1                                   |
| Wedstrijden op Court Suzanne-Lenglen (Grandstand)    |                                                      |                                                      |                                                      |
| Mannenenkelspel 1e ronde                             | Fabio Fognini [27]                                   | Grégoire Barrère [WC]                                | 6–4, 6–1, 6–4                                        |
| Vrouwenenkelspel 1e ronde                            | Petra Kvitová [11]                                   | Greet Minnen [Q]                                     | 6–7(3–7), 7–6(7–5), 6–1                              |
| Vrouwenenkelspel 1e ronde                            | Aryna Sabalenka [3]                                  | Ana Konjuh [Q]                                       | 6–4, 6–3                                             |
| Mannenenkelspel 1e ronde                             | Alexander Zverev [6]                                 | Oscar Otte                                           | 3–6, 3–6, 6–2, 6–2, 6–0                              |
| Wedstrijden op Court Simonne Mathieu                 |                                                      |                                                      |                                                      |
| Vrouwenenkelspel 1e ronde                            | Danka Kovinić                                        | Clara Burel [WC]                                     | 6–3, 7–6(10–8)                                       |
| Mannenenkelspel 1e ronde                             | Márton Fucsovics                                     | Gilles Simon                                         | 6–4, 6–1, 7–6(7–5)                                   |
| Mannenenkelspel 1e ronde                             | Laslo Đere                                           | Corentin Moutet                                      | 6–3, 6–7(10–12), 7–6(7–2), 7–5                       |
| Vrouwenenkelspel 1e ronde                            | Madison Keys [23]                                    | Océane Dodin [WC]                                    | 6–3, 3–6, 6–1                                        |
| Dagwedstrijden begonnen om 11:00 uur                 |                                                      |                                                      |                                                      |

### Dag 2 (maandag 31 mei)
- Reekshoofden uitgeschakeld: 
  - Mannenenkelspel:  David Goffin [13],  Lorenzo Sonego [26]
  - Vrouwenenkelspel:  Bianca Andreescu [6],  Garbiñe Muguruza [12],  Kiki Bertens [16],  Johanna Konta [19],  Petra Martić [22]
- Speelschema(gearchiveerd)

| Wedstrijden op de hoofdbanen                                                                                          | Wedstrijden op de hoofdbanen                         | Wedstrijden op de hoofdbanen                         | Wedstrijden op de hoofdbanen                         |
| Evenement | Winnaar                                              | Verliezer                                            | Score                                                |
| Wedstrijden op Court Philippe-Chatrier (centercourt)                                                                  | Wedstrijden op Court Philippe-Chatrier (centercourt) | Wedstrijden op Court Philippe-Chatrier (centercourt) | Wedstrijden op Court Philippe-Chatrier (centercourt) |
| --- | ---------------------------------------------------- | ---------------------------------------------------- | ---------------------------------------------------- |
| Vrouwenenkelspel 1e ronde                                                                                             | Iga Świątek [8]                                      | Kaja Juvan                                           | 6–0, 7–5                                             |
| Mannenenkelspel 1e ronde                                                                                              | Daniil Medvedev [2]                                  | Aleksandr Boeblik                                    | 6–3, 6–3, 7–5                                        |
| Mannenenkelspel 1e ronde                                                                                              | Roger Federer [8]                                    | Denis Istomin                                        | 6–2, 6–4, 6–3                                        |
| Vrouwenenkelspel 1e ronde                                                                                             | Serena Williams [7]                                  | Irina-Camelia Begu                                   | 7–6(8–6), 6–2                                        |
| Wedstrijden op Court Suzanne-Lenglen (Grandstand)                                                                     |                                                      |                                                      |                                                      |
| Mannenenkelspel 1e ronde                                                                                              | Jannik Sinner [18]                                   | Pierre-Hugues Herbert                                | 6–1, 4–6, 6–7(4–7), 7–5, 6–4                         |
| Vrouwenenkelspel 1e ronde                                                                                             | Caroline Garcia                                      | Laura Siegemund                                      | 6–3, 6–1                                             |
| Vrouwenenkelspel 1e ronde                                                                                             | Sofia Kenin [4]                                      | Jeļena Ostapenko                                     | 6–4, 4–6, 6–3                                        |
| Mannenenkelspel 1e ronde                                                                                              | Yoshihito Nishioka                                   | Jo-Wilfried Tsonga                                   | 6–4, 6–2, 3–6, 7–6(7–5)                              |
| Wedstrijden op Court Simonne Mathieu                                                                                  |                                                      |                                                      |                                                      |
| Vrouwenenkelspel 1e ronde                                                                                             | Harmony Tan [WC]                                     | Alizé Cornet                                         | 6–4, 6–4                                             |
| Mannenenkelspel 1e ronde                                                                                              | Casper Ruud [15]                                     | Benoît Paire                                         | 5–7, 6–2, 6–1, 7–6(7–4)                              |
| Mannenenkelspel 1e ronde                                                                                              | Marin Čilić                                          | Arthur Rinderknech [WC]                              | 7–6(8–6), 6–1, 6–2                                   |
| Vrouwenenkelspel 1e ronde                                                                                             | Marta Kostjoek                                       | Garbiñe Muguruza [12]                                | 6–1, 6–4                                             |
| Gekleurde achtergrond duidt op een avondwedstrijd                                                                     |                                                      |                                                      |                                                      |
| Dagwedstrijden begonnen om 11:00 uur (12:00 op Court Philippe-Chatrier), terwijl de avondwedstrijd om 21:00 uur begon |                                                      |                                                      |                                                      |

### Dag 3 (dinsdag 1 juni)
- Reekshoofden uitgeschakeld:
  - Mannenenkelspel:  Andrej Roebljov [7],  Félix Auger-Aliassime [20],  Ugo Humbert [29]
  - Vrouwenenkelspel:  Naomi Osaka [2],[7]  Petra Kvitová [11]
  - Mannendubbelspel:  Łukasz Kubot /  Marcelo Melo [8],  Henri Kontinen /  Édouard Roger-Vasselin [12]
- Speelschema (gearchiveerd)

| Wedstrijden op de hoofdbanen                                                                                          | Wedstrijden op de hoofdbanen                         | Wedstrijden op de hoofdbanen                         | Wedstrijden op de hoofdbanen                         |
| Evenement | Winnaar                                              | Verliezer                                            | Score                                                |
| Wedstrijden op Court Philippe-Chatrier (centercourt)                                                                  | Wedstrijden op Court Philippe-Chatrier (centercourt) | Wedstrijden op Court Philippe-Chatrier (centercourt) | Wedstrijden op Court Philippe-Chatrier (centercourt) |
| --- | ---------------------------------------------------- | ---------------------------------------------------- | ---------------------------------------------------- |
| Vrouwenenkelspel 1e ronde                                                                                             | Elina Svitolina [5]                                  | Océane Babel [WC]                                    | 6–2, 7–5                                             |
| Vrouwenenkelspel 1e ronde                                                                                             | Ashleigh Barty [1]                                   | Bernarda Pera                                        | 6–4, 3–6, 6–2                                        |
| Mannenenkelspel 1e ronde                                                                                              | Rafael Nadal [3]                                     | Alexei Popyrin                                       | 6–3, 6–2, 7–6(7–3)                                   |
| Mannenenkelspel 1e ronde                                                                                              | Novak Đoković [1]                                    | Tennys Sandgren                                      | 6–2, 6–4, 6–2                                        |
| Wedstrijden op Court Suzanne-Lenglen (Grandstand)                                                                     |                                                      |                                                      |                                                      |
| Vrouwenenkelspel 1e ronde                                                                                             | Fiona Ferro                                          | Liang En-shuo [Q]                                    | 6–1, 1–6, 6–4                                        |
| Mannenenkelspel 1e ronde                                                                                              | Gaël Monfils [14]                                    | Albert Ramos Viñolas                                 | 1–6, 7–6(8–6), 6–4, 6–4                              |
| Mannenenkelspel 1e ronde                                                                                              | Richard Gasquet                                      | Hugo Gaston [WC]                                     | 6–1, 6–4, 6–2                                        |
| Vrouwenenkelspel 1e ronde                                                                                             | Karolína Plíšková [9]                                | Donna Vekić                                          | 7–5, 6–4                                             |
| Wedstrijden op Court Simonne Mathieu                                                                                  |                                                      |                                                      |                                                      |
| Mannenenkelspel 1e ronde                                                                                              | Ričardas Berankis                                    | Ugo Humbert [29]                                     | 6–4, 6–4, 2–6, 6–4                                   |
| Vrouwenenkelspel 1e ronde                                                                                             | Kristina Mladenovic                                  | Anna Karolína Schmiedlová [Q]                        | 6–4, 6–0                                             |
| Mannenenkelspel 1e ronde                                                                                              | Matteo Berrettini [9]                                | Taro Daniel [Q]                                      | 6–0, 6–4, 4–6, 6–4                                   |
| Vrouwenenkelspel 1e ronde                                                                                             | Sloane Stephens                                      | Carla Suárez Navarro                                 | 3–6, 7–6(7–3), 6–4                                   |
| Gekleurde achtergrond duidt op een avondwedstrijd                                                                     |                                                      |                                                      |                                                      |
| Dagwedstrijden begonnen om 11:00 uur (12:00 op Court Philippe-Chatrier), terwijl de avondwedstrijd om 21:00 uur begon |                                                      |                                                      |                                                      |

### Dag 4 (woensdag 2 juni)
- Reekshoofden uitgeschakeld:
  - Mannenenkelspel:  Roberto Bautista Agut [11],  Karen Chatsjanov [23]
  - Vrouwenenkelspel:  Belinda Bencic [10],  Veronika Koedermetova [29]
  - Mannendubbelspel:  Nikola Mektić /  Mate Pavić [1]
  - Vrouwendubbelspel:  Alexa Guarachi /  Desirae Krawczyk [5],  Tímea Babos /  Vera Zvonarjova [7]

- Speelschema(gearchiveerd)

| Wedstrijden op de hoofdbanen                                                                                          | Wedstrijden op de hoofdbanen                         | Wedstrijden op de hoofdbanen                         | Wedstrijden op de hoofdbanen                         |
| Evenement | Winnaar                                              | Verliezer                                            | Score                                                |
| Wedstrijden op Court Philippe-Chatrier (centercourt)                                                                  | Wedstrijden op Court Philippe-Chatrier (centercourt) | Wedstrijden op Court Philippe-Chatrier (centercourt) | Wedstrijden op Court Philippe-Chatrier (centercourt) |
| --- | ---------------------------------------------------- | ---------------------------------------------------- | ---------------------------------------------------- |
| Vrouwenenkelspel 2e ronde                                                                                             | Markéta Vondroušová [20]                             | Harmony Tan [WC]                                     | 6–1, 6–3                                             |
| Mannenenkelspel 2e ronde                                                                                              | Kei Nishikori                                        | Karen Chatsjanov [23]                                | 4–6, 6–2, 2–6, 6–4, 6–4                              |
| Vrouwenenkelspel 2e ronde                                                                                             | Serena Williams [7]                                  | Mihaela Buzărnescu [PR]                              | 6–3, 5–7, 6–1                                        |
| Mannenenkelspel 2e ronde                                                                                              | Daniil Medvedev [2]                                  | Tommy Paul                                           | 3–6, 6–1, 6–4, 6–3                                   |
| Wedstrijden op Court Suzanne-Lenglen (Grandstand)                                                                     |                                                      |                                                      |                                                      |
| Mannenenkelspel 2e ronde                                                                                              | Alexander Zverev [6]                                 | Roman Safioellin [Q]                                 | 7–6(7–4), 6–3, 7–6(7–1)                              |
| Vrouwenenkelspel 2e ronde                                                                                             | Polona Hercog                                        | Caroline Garcia                                      | 7–5, 6–4                                             |
| Mannenenkelspel 2e ronde                                                                                              | Stéfanos Tsitsipás [5]                               | Pedro Martínez                                       | 6–3, 6–4, 6–3                                        |
| Vrouwenenkelspel 2e ronde                                                                                             | Aryna Sabalenka [3]                                  | Aljaksandra Sasnovitsj                               | 7–5, 6–3                                             |
| Wedstrijden op Court Simonne Mathieu                                                                                  |                                                      |                                                      |                                                      |
| Vrouwenenkelspel 2e ronde                                                                                             | Darja Kasatkina                                      | Belinda Bencic [10]                                  | 6–2, 6–2                                             |
| Mannenenkelspel 2e ronde                                                                                              | Henri Laaksonen [Q]                                  | Roberto Bautista Agut [11]                           | 6–3, 2–6, 6–3, 6–2                                   |
| Vrouwenenkelspel 2e ronde                                                                                             | Viktoryja Azarenka [15]                              | Clara Tauson                                         | 7–5, 6–4                                             |
| Mannenenkelspel 2e ronde                                                                                              | Pablo Carreño Busta [12]                             | Enzo Couacaud [WC]                                   | 2–6, 6–3, 6–4, 6–4                                   |
| Gekleurde achtergrond duidt op een avondwedstrijd                                                                     |                                                      |                                                      |                                                      |
| Dagwedstrijden begonnen om 11:00 uur (12:00 op Court Philippe-Chatrier), terwijl de avondwedstrijd om 21:00 uur begon |                                                      |                                                      |                                                      |

### Dag 5 (donderdag 3 juni)
- Reekshoofden uitgeschakeld:
  - Mannenenkelspel:  Gaël Monfils [14],  Alex de Minaur [21],  Aslan Karatsev [24],  Nikoloz Basilasjvili [28],  Taylor Fritz [30]
  - Vrouwenenkelspel:  Ashleigh Barty [1],  Karolína Plíšková [9],  Jekaterina Aleksandrova [32]
  - Mannendubbelspel:  Marcel Granollers /  Horacio Zeballos [4],  Ivan Dodig /  Filip Polášek [5], 
  Jérémy Chardy /  Fabrice Martin [13],  Raven Klaasen /  Ben McLachlan [15]

- Speelschema(gearchiveerd)

| Wedstrijden op de hoofdbanen                                                                                          | Wedstrijden op de hoofdbanen                         | Wedstrijden op de hoofdbanen                         | Wedstrijden op de hoofdbanen                         |
| Evenement | Winnaar                                              | Verliezer                                            | Score                                                |
| Wedstrijden op Court Philippe-Chatrier (centercourt)                                                                  | Wedstrijden op Court Philippe-Chatrier (centercourt) | Wedstrijden op Court Philippe-Chatrier (centercourt) | Wedstrijden op Court Philippe-Chatrier (centercourt) |
| --- | ---------------------------------------------------- | ---------------------------------------------------- | ---------------------------------------------------- |
| Vrouwenenkelspel 2e ronde                                                                                             | Magda Linette                                        | Ashleigh Barty [1]                                   | 6–1, 2–2, opgave                                     |
| Vrouwenenkelspel 2e ronde                                                                                             | Sloane Stephens                                      | Karolína Plíšková [9]                                | 7–5, 6–1                                             |
| Mannenenkelspel 2e ronde                                                                                              | Roger Federer [8]                                    | Marin Čilić                                          | 6–2, 2–6, 7–6(7–4), 6–2                              |
| Mannenenkelspel 2e ronde                                                                                              | Rafael Nadal [3]                                     | Richard Gasquet                                      | 6–0, 7–5, 6–2                                        |
| Wedstrijden op Court Suzanne-Lenglen (Grandstand)                                                                     |                                                      |                                                      |                                                      |
| Vrouwenenkelspel 2e ronde                                                                                             | Elina Svitolina [5]                                  | Ann Li                                               | 6–0, 6–4                                             |
| Mannenenkelspel 2e ronde                                                                                              | Mikael Ymer                                          | Gaël Monfils [14]                                    | 6–0, 2–6, 6–4, 6–3                                   |
| Mannenenkelspel 2e ronde                                                                                              | Novak Đoković [1]                                    | Pablo Cuevas                                         | 6–3, 6–2, 6–4                                        |
| Vrouwenenkelspel 2e ronde                                                                                             | Anett Kontaveit [30]                                 | Kristina Mladenovic                                  | 6–2, 6–0                                             |
| Wedstrijden op Court Simonne Mathieu                                                                                  |                                                      |                                                      |                                                      |
| Mannenenkelspel 2e ronde                                                                                              | Matteo Berrettini [9]                                | Federico Coria                                       | 6–3, 6–3, 6–2                                        |
| Mannenenkelspel 2e ronde                                                                                              | Jannik Sinner [18]                                   | Gianluca Mager                                       | 6–1, 7–5, 3–6, 6–3                                   |
| Vrouwenenkelspel 2e ronde                                                                                             | Jennifer Brady [13]                                  | Fiona Ferro                                          | 6–4, 2–6, 7–5                                        |
| Vrouwenenkelspel 2e ronde                                                                                             | Iga Świątek [8]                                      | Rebecca Peterson                                     | 6–1, 6–1                                             |
| Gekleurde achtergrond duidt op een avondwedstrijd                                                                     |                                                      |                                                      |                                                      |
| Dagwedstrijden begonnen om 11:00 uur (12:00 op Court Philippe-Chatrier), terwijl de avondwedstrijd om 21:00 uur begon |                                                      |                                                      |                                                      |

### Dag 6 (vrijdag 4 juni)
- Reekshoofden uitgeschakeld:
  - Mannenenkelspel:  Casper Ruud [15],  Fabio Fognini [27],  John Isner [31],  Reilly Opelka [32]
  - Vrouwenenkelspel:  Aryna Sabalenka [3],  Madison Keys [23]
  - Mannendubbelspel:  Rajeev Ram /  Joe Salisbury [3],  John Peers /  Michael Venus [10], 
  Marcus Daniell /  Philipp Oswald [16]
  - Vrouwendubbelspel:  Xu Yifan /  Zhang Shuai [8],  Ellen Perez /  Zheng Saisai [13],  Nadija Kitsjenok /  Raluca Olaru [16]
  - Gemengd dubbelspel:  Xu Yifan /  Bruno Soares [4]
- Speelschema(gearchiveerd)

| Wedstrijden op de hoofdbanen                                                                                          | Wedstrijden op de hoofdbanen                         | Wedstrijden op de hoofdbanen                         | Wedstrijden op de hoofdbanen                         |
| Evenement | Winnaar                                              | Verliezer                                            | Score                                                |
| Wedstrijden op Court Philippe-Chatrier (centercourt)                                                                  | Wedstrijden op Court Philippe-Chatrier (centercourt) | Wedstrijden op Court Philippe-Chatrier (centercourt) | Wedstrijden op Court Philippe-Chatrier (centercourt) |
| --- | ---------------------------------------------------- | ---------------------------------------------------- | ---------------------------------------------------- |
| Vrouwenenkelspel 3e ronde                                                                                             | Viktoryja Azarenka [15]                              | Madison Keys [23]                                    | 6–2, 6–2                                             |
| Mannenenkelspel 3e ronde                                                                                              | Alexander Zverev [6]                                 | Laslo Đere                                           | 6–2, 7–5, 6–2                                        |
| Vrouwenenkelspel 3e ronde                                                                                             | Serena Williams [7]                                  | Danielle Collins                                     | 6–4, 6–4                                             |
| Mannenenkelspel 3e ronde                                                                                              | Stéfanos Tsitsipás [5]                               | John Isner [31]                                      | 5–7, 6–3, 7–6(7–3), 6–1                              |
| Wedstrijden op Court Suzanne-Lenglen (Grandstand)                                                                     |                                                      |                                                      |                                                      |
| Vrouwenenkelspel 3e ronde                                                                                             | Jelena Rybakina [21]                                 | Jelena Vesnina [PR]                                  | 6–1, 6–4                                             |
| Mannenenkelspel 3e ronde                                                                                              | Federico Delbonis                                    | Fabio Fognini [27]                                   | 6–4, 6–1, 6–3                                        |
| Mannenenkelspel 3e ronde                                                                                              | Daniil Medvedev [2]                                  | Reilly Opelka [32]                                   | 6–4, 6–2, 6–4                                        |
| Vrouwenenkelspel 3e ronde                                                                                             | Markéta Vondroušová [20]                             | Polona Hercog                                        | 6–3, 6–3                                             |
| Wedstrijden op Court Simonne Mathieu                                                                                  |                                                      |                                                      |                                                      |
| Vrouwenenkelspel 3e ronde                                                                                             | Anastasija Pavljoetsjenkova [31]                     | Aryna Sabalenka [3]                                  | 6–4, 2–6, 6–0                                        |
| Mannenenkelspel 3e ronde                                                                                              | Kei Nishikori                                        | Henri Laaksonen [Q]                                  | 7–5, opgave                                          |
| Mannenenkelspel 3e ronde                                                                                              | Pablo Carreño Busta [12]                             | Steve Johnson                                        | 6–4, 6–4, 6–2                                        |
| Vrouwenenkelspel 3e ronde                                                                                             | Paula Badosa [33]                                    | Ana Bogdan                                           | 2–6, 7–6(7–4), 6–4                                   |
| Gekleurde achtergrond duidt op een avondwedstrijd                                                                     |                                                      |                                                      |                                                      |
| Dagwedstrijden begonnen om 11:00 uur (12:00 op Court Philippe-Chatrier), terwijl de avondwedstrijd om 21:00 uur begon |                                                      |                                                      |                                                      |

### Dag 7 (zaterdag 5 juni)
- Reekshoofden uitgeschakeld:
  - Vrouwenenkelspel:  Elina Svitolina [5],  Jennifer Brady [13],  Elise Mertens [14],  Karolína Muchová [18],  Jessica Pegula [28],  Anett Kontaveit [30]
  - Mannendubbelspel:  Jamie Murray /  Bruno Soares [7],  Wesley Koolhof /  Jean-Julien Rojer [11]
  - Vrouwendubbelspel:  Shuko Aoyama /  Ena Shibahara [4],  Monica Niculescu /  Jeļena Ostapenko [12]
- Speelschema(gearchiveerd)

| Wedstrijden op de hoofdbanen                                                                                           | Wedstrijden op de hoofdbanen                         | Wedstrijden op de hoofdbanen                         | Wedstrijden op de hoofdbanen                         |
| Evenement | Winnaar                                              | Verliezer                                            | Score                                                |
| Wedstrijden op Court Philippe-Chatrier (centercourt)                                                                   | Wedstrijden op Court Philippe-Chatrier (centercourt) | Wedstrijden op Court Philippe-Chatrier (centercourt) | Wedstrijden op Court Philippe-Chatrier (centercourt) |
| --- | ---------------------------------------------------- | ---------------------------------------------------- | ---------------------------------------------------- |
| Vrouwenenkelspel 3e ronde                                                                                              | Barbora Krejčíková                                   | Elina Svitolina [5]                                  | 6–3, 6–2                                             |
| Mannenenkelspel 3e ronde                                                                                               | Novak Đoković [1]                                    | Ričardas Berankis                                    | 6–1, 6–4, 6–1                                        |
| Vrouwenenkelspel 3e ronde                                                                                              | Iga Świątek [8]                                      | Anett Kontaveit [30]                                 | 7–6(7–4), 6–0                                        |
| Mannenenkelspel 3e ronde                                                                                               | Roger Federer [8]                                    | Dominik Köpfer                                       | 7–6,(7–5), 6–7(3–7), 7–6(7–4), 7–5                   |
| Wedstrijden op Court Suzanne-Lenglen (Grandstand)                                                                      |                                                      |                                                      |                                                      |
| Mannenenkelspel 3e ronde                                                                                               | Diego Schwartzman [10]                               | Philipp Kohlschreiber [PR]                           | 6–4, 6–2, 6–1                                        |
| Vrouwenenkelspel 3e ronde                                                                                              | Sofia Kenin [4]                                      | Jessica Pegula [28]                                  | 4–6, 6–1, 6–4                                        |
| Mannenenkelspel 3e ronde                                                                                               | Rafael Nadal [3]                                     | Cameron Norrie                                       | 6–3, 6–3, 6–3                                        |
| Vrouwenenkelspel 3e ronde                                                                                              | Cori Gauff [24]                                      | Jennifer Brady [13]                                  | 6–1, opgave                                          |
| Wedstrijden op Court Simonne Mathieu                                                                                   |                                                      |                                                      |                                                      |
| Vrouwenenkelspel 3e ronde                                                                                              | Sloane Stephens                                      | Karolína Muchová [18]                                | 6–3, 7–5                                             |
| Mannenenkelspel 3e ronde                                                                                               | Jan-Lennard Struff                                   | Carlos Alcaraz [Q]                                   | 6–4, 7–6(7–3), 6–2                                   |
| Vrouwenenkelspel 3e ronde                                                                                              | Maria Sakkari [17]                                   | Elise Mertens [14]                                   | 7–5, 6–7(2–7), 6–2                                   |
| Mannenenkelspel 3e ronde                                                                                               | Matteo Berrettini [9]                                | Kwon Soon-woo                                        | 7–6(8–6), 6–3, 6–4                                   |
| Gekleurde achtergrond duidt op een avondwedstrijd                                                                      |                                                      |                                                      |                                                      |
| Dagwedstrijden begonnen om 11:00 uur (12:00 op Court Philippe-Chatrier), terwijl de avondwedstrijd om 21:00 uur begon) |                                                      |                                                      |                                                      |

### Dag 8 (zondag 6 juni)
- Reekshoofden uitgeschakeld:
  - Mannenenkelspel:  Roger Federer [8],  Pablo Carreño Busta [12],  Cristian Garín [22]
  - Vrouwenenkelspel:  Serena Williams [7],  Viktoryja Azarenka [15],  Markéta Vondroušová [20]
  - Mannendubbelspel:  Sander Gillé /  Joran Vliegen [14]
  - Vrouwendubbelspel:  Hsieh Su-wei /  Elise Mertens [1],  Lucie Hradecká /  Laura Siegemund [10]
- Speelschema(gearchiveerd)

| Wedstrijden op de hoofdbanen                                                                                          | Wedstrijden op de hoofdbanen                         | Wedstrijden op de hoofdbanen                         | Wedstrijden op de hoofdbanen                         |
| Evenement | Winnaar                                              | Verliezer                                            | Score                                                |
| Wedstrijden op Court Philippe-Chatrier (centercourt)                                                                  | Wedstrijden op Court Philippe-Chatrier (centercourt) | Wedstrijden op Court Philippe-Chatrier (centercourt) | Wedstrijden op Court Philippe-Chatrier (centercourt) |
| --- | ---------------------------------------------------- | ---------------------------------------------------- | ---------------------------------------------------- |
| Vrouwenenkelspel 4e ronde                                                                                             | Anastasija Pavljoetsjenkova [31]                     | Viktoryja Azarenka [15]                              | 5–7, 6–3, 6–2                                        |
| Mannenenkelspel 4e ronde                                                                                              | Stéfanos Tsitsipás [5]                               | Pablo Carreño Busta [12]                             | 6–3, 6–2, 7–5                                        |
| Vrouwenenkelspel 4e ronde                                                                                             | Jelena Rybakina [21]                                 | Serena Williams [7]                                  | 6–3, 7–5                                             |
| Mannenenkelspel 4e ronde                                                                                              | Alexander Zverev [6]                                 | Kei Nishikori                                        | 6–4, 6–1, 6–1                                        |
| Wedstrijden op Court Suzanne-Lenglen (Grandstand)                                                                     |                                                      |                                                      |                                                      |
| Vrouwenenkelspel 4e ronde                                                                                             | Tamara Zidanšek                                      | Sorana Cîrstea                                       | 7–6(7–4), 6–1                                        |
| Vrouwenenkelspel 4e ronde                                                                                             | Paula Badosa [33]                                    | Markéta Vondroušová [20]                             | 6–4, 3–6, 6–2                                        |
| Mannenenkelspel 4e ronde                                                                                              | Daniil Medvedev [2]                                  | Cristian Garín [22]                                  | 6–2, 6–1, 7–5                                        |
| Mannenenkelspel 4e ronde                                                                                              | Alejandro Davidovich Fokina                          | Federico Delbonis                                    | 6–4, 6–4, 4–6, 6–4                                   |
| Wedstrijden op Court Simonne Mathieu                                                                                  |                                                      |                                                      |                                                      |
| Vrouwendubbelspel 3e ronde                                                                                            | Irina-Camelia Begu Nadia Podoroska                   | Clara Burel [WC] Chloé Paquet [WC]                   | 6–3, 6–1                                             |
| Vrouwendubbelspel 3e ronde                                                                                            | Bethanie Mattek-Sands [14] Iga Świątek [14]          | Hsieh Su-wei [1] Elise Mertens [1]                   | 5–7, 6–4, 7–5                                        |
| Mannendubbelspel 3e ronde                                                                                             | Pierre-Hugues Herbert [6] Nicolas Mahut [6]          | Robin Haase Jan-Lennard Struff                       | 0–6, 6–3, 7–6(7–5)                                   |
| Gemengd dubbelspel kwartfinale                                                                                        | Demi Schuurs [3] Wesley Koolhof [3]                  | Alexa Guarachi Neal Skupski                          | 6–4, 3–6, [10–5]                                     |
| Mannendubbelspel 3e ronde                                                                                             | Hugo Nys Tim Pütz                                    | Romain Arneodo Benoît Paire                          | 6–4, 6–4                                             |
| Gekleurde achtergrond duidt op een avondwedstrijd                                                                     |                                                      |                                                      |                                                      |
| Dagwedstrijden begonnen om 11:00 uur (12:00 op Court Philippe-Chatrier), terwijl de avondwedstrijd om 21:00 uur begon |                                                      |                                                      |                                                      |

### Dag 9 (maandag 7 juni)
- Reekshoofden uitgeschakeld:
  - Mannenenkelspel:  Jannik Sinner [18]
  - Vrouwenenkelspel:  Sofia Kenin [4],  Ons Jabeur [25]
  - Vrouwendubbelspel:  Nicole Melichar /  Demi Schuurs [3],  Chan Hao-ching /  Latisha Chan [6],  Sharon Fichman /  Giuliana Olmos [9]
  - Gemengd dubbelspel:  Barbora Krejčíková /  Filip Polášek [1],  Nicole Melichar /  Rajeev Ram [2]
- Speelschema(gearchiveerd)

| Wedstrijden op de hoofdbanen                                                                                          | Wedstrijden op de hoofdbanen                         | Wedstrijden op de hoofdbanen                         | Wedstrijden op de hoofdbanen                         |
| Evenement | Winnaar                                              | Verliezer                                            | Score                                                |
| Wedstrijden op Court Philippe-Chatrier (centercourt)                                                                  | Wedstrijden op Court Philippe-Chatrier (centercourt) | Wedstrijden op Court Philippe-Chatrier (centercourt) | Wedstrijden op Court Philippe-Chatrier (centercourt) |
| --- | ---------------------------------------------------- | ---------------------------------------------------- | ---------------------------------------------------- |
| Vrouwenenkelspel 4e ronde                                                                                             | Cori Gauff [24]                                      | Ons Jabeur [25]                                      | 6–3, 6–1                                             |
| Mannenenkelspel 4e ronde                                                                                              | Novak Đoković [1]                                    | Lorenzo Musetti                                      | 6–7(7–9), 6–7(2–7), 6–1, 6–0, 4–0, opgave            |
| Mannenenkelspel 4e ronde                                                                                              | Rafael Nadal [3]                                     | Jannik Sinner [18]                                   | 7–5, 6–3, 6–0                                        |
| Vrouwenenkelspel 4e ronde                                                                                             | Iga Świątek [8]                                      | Marta Kostjoek                                       | 6–3, 6–4                                             |
| Wedstrijden op Court Suzanne-Lenglen (Grandstand)                                                                     |                                                      |                                                      |                                                      |
| Vrouwenenkelspel 4e ronde                                                                                             | Barbora Krejčíková                                   | Sloane Stephens                                      | 6–2, 6–0                                             |
| Mannenenkelspel 4e ronde                                                                                              | Diego Schwartzman [10]                               | Jan-Lennard Struff                                   | 7–6(11–9), 6–4, 7–5                                  |
| Vrouwenenkelspel 4e ronde                                                                                             | Maria Sakkari [17]                                   | Sofia Kenin [4]                                      | 6–1, 6–3                                             |
| Gemengd dubbelspel kwartfinale                                                                                        | Jelena Vesnina [PR] Aslan Karatsev [PR]              | Nicole Melichar [2] Rajeev Ram [2]                   | 6–7(3–7), 6–2, [10–8]                                |
| Wedstrijden op Court Simonne Mathieu                                                                                  |                                                      |                                                      |                                                      |
| Vrouwendubbelspel 3e ronde                                                                                            | Petra Martić Shelby Rogers                           | Sharon Fichman [9] Giuliana Olmos [9]                | 3–6, 6–1, 6–3                                        |
| Vrouwendubbelspel 3e ronde                                                                                            | Anastasija Pavljoetsjenkova Jelena Rybakina          | Nicole Melichar [3] Demi Schuurs [3]                 | 6–4, 6–3                                             |
| Gemengd dubbelspel kwartfinale                                                                                        | Giuliana Olmos Juan Sebastián Cabal                  | Barbora Krejčíková [1] Filip Polášek [1]             | 6–2, 5–7, [12–10]                                    |
| Mannendubbelspel kwartfinale                                                                                          | Aleksandr Boeblik Andrej Goloebev                    | Hugo Nys Tim Pütz                                    | 6–4, 6–4                                             |
| Gekleurde achtergrond duidt op een avondwedstrijd                                                                     |                                                      |                                                      |                                                      |
| Dagwedstrijden begonnen om 11:00 uur (12:00 op Court Philippe-Chatrier), terwijl de avondwedstrijd om 21:00 uur begon |                                                      |                                                      |                                                      |

1. ↑  Oorspronkelijk geprogrammeerd op Court 14, maar verplaats naar Court Suzanne-Lenglen, nadat Roger Federer zich had teruggetrokken voor zijn wedstrijd tegen Matteo Berrettini.

### Dag 10 (dinsdag 8 juni)
- Reekshoofden uitgeschakeld:
  - Mannenenkelspel:  Daniil Medvedev [2]
  - Vrouwenenkelspel:  Jelena Rybakina [21],  Paula Badosa [33]
  - Mannendubbelspel:  Kevin Krawietz /  Horia Tecău [9]
  - Vrouwendubbelspel:  Darija Jurak /  Andreja Klepač [11]
  - Gemengd dubbelspel:  Demi Schuurs /  Wesley Koolhof [3]
- Speelschema(gearchiveerd)

| Wedstrijden op de hoofdbanen                                                                                          | Wedstrijden op de hoofdbanen                         | Wedstrijden op de hoofdbanen                         | Wedstrijden op de hoofdbanen                         |
| Evenement | Winnaar                                              | Verliezer                                            | Score                                                |
| Wedstrijden op Court Philippe-Chatrier (centercourt)                                                                  | Wedstrijden op Court Philippe-Chatrier (centercourt) | Wedstrijden op Court Philippe-Chatrier (centercourt) | Wedstrijden op Court Philippe-Chatrier (centercourt) |
| --- | ---------------------------------------------------- | ---------------------------------------------------- | ---------------------------------------------------- |
| Vrouwenenkelspel kwartfinale                                                                                          | Tamara Zidanšek                                      | Paula Badosa [33]                                    | 7–5, 4–6, 8–6                                        |
| Vrouwenenkelspel kwartfinale                                                                                          | Anastasija Pavljoetsjenkova [31]                     | Jelena Rybakina [21]                                 | 6–7(2–7), 6–2, 9–7                                   |
| Mannenenkelspel kwartfinale                                                                                           | Alexander Zverev [6]                                 | Alejandro Davidovich Fokina                          | 6–4, 6–1, 6–1                                        |
| Mannenenkelspel kwartfinale                                                                                           | Stéfanos Tsitsipás [5]                               | Daniil Medvedev [2]                                  | 6–3, 7–6(7–3), 7–5                                   |
| Wedstrijden op Court Suzanne-Lenglen (Grandstand)                                                                     |                                                      |                                                      |                                                      |
| Mannendubbelspel kwartfinale                                                                                          | Juan Sebastián Cabal [2] Robert Farah [2]            | Kevin Krawietz [9] Horia Tecău [9]                   | 6–2, 6–7(3–7), 7–5                                   |
| Mannendubbelspel kwartfinale                                                                                          | Pierre-Hugues Herbert [6] Nicolas Mahut [6]          | Tomislav Brkić Nikola Ćaćić                          | 7–6(7–5), 6–1                                        |
| Gemengd dubbelspel halve finale                                                                                       | Desirae Krawczyk Joe Salisbury                       | Giuliana Olmos Juan Sebastián Cabal                  | Walk-over                                            |
| Wedstrijden op Court Simonne Mathieu                                                                                  |                                                      |                                                      |                                                      |
| Vrouwendubbelspel kwartfinale                                                                                         | Barbora Krejčíková [2] Kateřina Siniaková [2]        | Karolína Plíšková Kristýna Plíšková                  | 6–4, 6–4                                             |
| Vrouwendubbelspel kwartfinale                                                                                         | Bethanie Mattek-Sands [14] Iga Świątek [14]          | Darija Jurak [11] Andreja Klepač [11]                | 6–3, 6–2                                             |
| Gemengd dubbelspel halve finale                                                                                       | Jelena Vesnina Aslan Karatsev                        | Demi Schuurs [3] Wesley Koolhof [3]                  | 6–4, 6–1                                             |
| Gekleurde achtergrond duidt op een avondwedstrijd                                                                     |                                                      |                                                      |                                                      |
| Dagwedstrijden begonnen om 11:00 uur (12:00 op Court Philippe-Chatrier), terwijl de avondwedstrijd om 21:00 uur begon |                                                      |                                                      |                                                      |

### Dag 11 (woensdag 9 juni)
- Reekshoofden uitgeschakeld:
  - Mannenenkelspel:  Matteo Berrettini [9],  Diego Schwartzman [10]
  - Vrouwenenkelspel:  Iga Świątek [8],  Cori Gauff [24]
- Speelschema(gearchiveerd)

| Wedstrijden op de hoofdbanen                                                                                          | Wedstrijden op de hoofdbanen                         | Wedstrijden op de hoofdbanen                         | Wedstrijden op de hoofdbanen                         |
| Evenement | Winnaar                                              | Verliezer                                            | Score                                                |
| Wedstrijden op Court Philippe-Chatrier (centercourt)                                                                  | Wedstrijden op Court Philippe-Chatrier (centercourt) | Wedstrijden op Court Philippe-Chatrier (centercourt) | Wedstrijden op Court Philippe-Chatrier (centercourt) |
| --- | ---------------------------------------------------- | ---------------------------------------------------- | ---------------------------------------------------- |
| Vrouwenenkelspel kwartfinale                                                                                          | Barbora Krejčíková                                   | Cori Gauff [24]                                      | 7–6(8–6), 6–3                                        |
| Vrouwenenkelspel kwartfinale                                                                                          | Maria Sakkari [17]                                   | Iga Świątek [8]                                      | 6–4, 6–4                                             |
| Mannenenkelspel kwartfinale                                                                                           | Rafael Nadal [3]                                     | Diego Schwartzman [10]                               | 6–3, 4–6, 6–4, 6–0                                   |
| Mannenenkelspel kwartfinale                                                                                           | Novak Đoković [1]                                    | Matteo Berrettini [9]                                | 6–3, 6–2, 6–7(5–7), 7–5                              |
| Wedstrijden op Court Simonne Mathieu                                                                                  |                                                      |                                                      |                                                      |
| Vrouwendubbelspel kwartfinale                                                                                         | Irina-Camelia Begu Nadia Podoroska                   | Petra Martić Shelby Rogers                           | 6–3, 4–6, 6–2                                        |
| Vrouwendubbelspel kwartfinale                                                                                         | Magda Linette Bernarda Pera                          | Anastasija Pavljoetsjenkova Jelena Rybakina          | 7–5, 4–6, 6–2                                        |
| Gekleurde achtergrond duidt op een avondwedstrijd                                                                     |                                                      |                                                      |                                                      |
| Dagwedstrijden begonnen om 11:00 uur (12:00 op Court Philippe-Chatrier), terwijl de avondwedstrijd om 20:00 uur begon |                                                      |                                                      |                                                      |

### Dag 12 (donderdag 10 juni)
- Reekshoofden uitgeschakeld:
  - Vrouwenenkelspel:  Maria Sakkari [17]
  - Mannendubbelspel:  Juan Sebastián Cabal /  Robert Farah [2]
- Speelschema(gearchiveerd)

| Wedstrijden op de hoofdbanen                         | Wedstrijden op de hoofdbanen                         | Wedstrijden op de hoofdbanen                         | Wedstrijden op de hoofdbanen                         |
| Evenement                                            | Winnaar                                              | Verliezer                                            | Score                                                |
| Wedstrijden op Court Philippe-Chatrier (centercourt) | Wedstrijden op Court Philippe-Chatrier (centercourt) | Wedstrijden op Court Philippe-Chatrier (centercourt) | Wedstrijden op Court Philippe-Chatrier (centercourt) |
| ---------------------------------------------------- | ---------------------------------------------------- | ---------------------------------------------------- | ---------------------------------------------------- |
| Gemengd dubbelspel finale                            | Desirae Krawczyk Joe Salisbury                       | Jelena Vesnina Aslan Karatsev                        | 2–6, 6–4, [10–5]                                     |
| Vrouwenenkelspel halve finale                        | Anastasija Pavljoetsjenkova [31]                     | Tamara Zidanšek                                      | 7–5, 6–3                                             |
| Vrouwenenkelspel halve finale                        | Barbora Krejčíková                                   | Maria Sakkari [17]                                   | 7–5, 4–6, 9–7                                        |
| Wedstrijden op Court Simonne Mathieu                 |                                                      |                                                      |                                                      |
| Mannendubbelspel halve finale                        | Aleksandr Boeblik Andrej Goloebev                    | Pablo Andújar Pedro Martínez                         | 1–6, 6–4, 6–4                                        |
| Mannendubbelspel halve finale                        | Pierre-Hugues Herbert [6] Nicolas Mahut [6]          | Juan Sebastián Cabal [2] Robert Farah [2]            | 6–7(2–7), 7–6(7–2), 6–4                              |
| Wedstrijden begonnen om 12:00 uur                    |                                                      |                                                      |                                                      |

### Dag 13 (vrijdag 11 juni)
- Reekshoofden uitgeschakeld:
  - Mannenenkelspel:  Rafael Nadal [3],  Alexander Zverev [6]
- Speelschema(gearchiveerd)

| Wedstrijden op de hoofdbanen                                             | Wedstrijden op de hoofdbanen                         | Wedstrijden op de hoofdbanen                         | Wedstrijden op de hoofdbanen                         |
| Evenement                                                                | Winnaar                                              | Verliezer                                            | Score                                                |
| Wedstrijden op Court Philippe-Chatrier (centercourt)                     | Wedstrijden op Court Philippe-Chatrier (centercourt) | Wedstrijden op Court Philippe-Chatrier (centercourt) | Wedstrijden op Court Philippe-Chatrier (centercourt) |
| ------------------------------------------------------------------------ | ---------------------------------------------------- | ---------------------------------------------------- | ---------------------------------------------------- |
| Mannenenkelspel halve finale                                             | Stéfanos Tsitsipás [5]                               | Alexander Zverev [6]                                 | 6–3, 6–3, 4–6, 4–6, 6–3                              |
| Mannenenkelspel halve finale                                             | Novak Đoković [1]                                    | Rafael Nadal [3]                                     | 3–6, 6–3, 7–6(7–4), 6–2                              |
| Wedstrijden op Court Simonne Mathieu                                     |                                                      |                                                      |                                                      |
| Vrouwendubbelspel halve finale                                           | Barbora Krejčíková [2] Kateřina Siniaková [2]        | Magda Linette Bernarda Pera                          | 6–1, 6–2                                             |
| Vrouwendubbelspel halve finale                                           | Bethanie Mattek-Sands [14] Iga Świątek [14]          | Irina-Camelia Begu Nadia Podoroska                   | 6–3, 6–4                                             |
| Wedstrijden begonnen om 12:00 uur (15:00 uur op Court Philippe-Chatrier) |                                                      |                                                      |                                                      |

### Dag 14 (zaterdag 12 juni)
- Reekshoofden uitgeschakeld:
  - Vrouwenenkelspel:  Anastasija Pavljoetsjenkova [31]
- Speelschema(gearchiveerd)

| Wedstrijden op de hoofdbanen                         | Wedstrijden op de hoofdbanen                         | Wedstrijden op de hoofdbanen                         | Wedstrijden op de hoofdbanen                         |
| Evenement                                            | Winnaar                                              | Verliezer                                            | Score                                                |
| Wedstrijden op Court Philippe-Chatrier (centercourt) | Wedstrijden op Court Philippe-Chatrier (centercourt) | Wedstrijden op Court Philippe-Chatrier (centercourt) | Wedstrijden op Court Philippe-Chatrier (centercourt) |
| ---------------------------------------------------- | ---------------------------------------------------- | ---------------------------------------------------- | ---------------------------------------------------- |
| Vrouwenenkelspel finale                              | Barbora Krejčíková                                   | Anastasija Pavljoetsjenkova [31]                     | 6–1, 2–6, 6–4                                        |
| Mannendubbelspel finale                              | Pierre-Hugues Herbert [6] Nicolas Mahut [6]          | Aleksandr Boeblik Andrej Goloebev                    | 4–6, 7–6(7–1), 6–4                                   |
| Wedstrijden begonnen om 15:00 uur                    |                                                      |                                                      |                                                      |

### Dag 15 (zondag 13 juni)
- Reekshoofden uitgeschakeld:
  - Mannenenkelspel:  Stéfanos Tsitsipás [5]
  - Vrouwendubbelspel:  Bethanie Mattek-Sands /  Iga Świątek [14]
- Speelschema(gearchiveerd)

| Wedstrijden op de hoofdbanen                         | Wedstrijden op de hoofdbanen                         | Wedstrijden op de hoofdbanen                         | Wedstrijden op de hoofdbanen                         |
| Evenement                                            | Winnaar                                              | Verliezer                                            | Score                                                |
| Wedstrijden op Court Philippe-Chatrier (centercourt) | Wedstrijden op Court Philippe-Chatrier (centercourt) | Wedstrijden op Court Philippe-Chatrier (centercourt) | Wedstrijden op Court Philippe-Chatrier (centercourt) |
| ---------------------------------------------------- | ---------------------------------------------------- | ---------------------------------------------------- | ---------------------------------------------------- |
| Vrouwendubbelspel finale                             | Barbora Krejčíková [2] Kateřina Siniaková [2]        | Bethanie Mattek-Sands [14] Iga Świątek [14]          | 6–4, 6–2                                             |
| Mannenenkelspel finale                               | Novak Đoković [1]                                    | Stéfanos Tsitsipás [5]                               | 6–7(6–8), 2–6, 6–3, 6–2, 6–4                         |
| Wedstrijden begonnen om 11:30 uur                    |                                                      |                                                      |                                                      |